# Rezolucja Rady Bezpieczeństwa ONZ nr 1671
Rezolucja Rady Bezpieczeństwa ONZ nr 1671 została uchwalona 25 kwietnia 2006 podczas 5421. posiedzenia Rady.
Rezolucja zawiera cały szereg postanowień związanych z wysłaniem do Demokratycznej Republiki Konga sił pokojowych Unii Europejskiej w ramach misji Eufor R.D.Congo. Rada przyznaje tejże misji mandat w trybie rozdziału VIII Karty Narodów Zjednoczonych na okres czterech miesięcy od dnia pierwszej tury wyborów prezydenckich i parlamentarnych w Republice, jednak nie dłużej niż do dnia wygaśnięcia aktualnego mandatu Misji ONZ w Demokratycznej Republice Kinga (MONUC), czyli 30 września 2006.
Definiując mandat unijnych sił, Rada stawia przed nimi 5 zasadniczych zadań:
1. wspieranie MONUC w działaniach związanych z wypełnianiem jej mandatu
2. ochrona ludności cywilnej na obszarze swojego działania
3. ochrona lotniska w Kinszasie
4. zapewnienie swobody działania i poruszania się własnego personelu
5. podejmowanie ewentualnych misji ratunkowych